# Otjchamuri (vattendrag)
Otjchamuri (georgiska: ოჩხამური) är ett vattendrag i Georgien. Det ligger i den västra delen av landet, 250 km väster om huvudstaden Tbilisi. Otjchamuri mynnar som vänsterbiflod i Tjoloki.
Vid floden ligger bland annat orten Otjchamuri.